# Massaker von Kalavryta

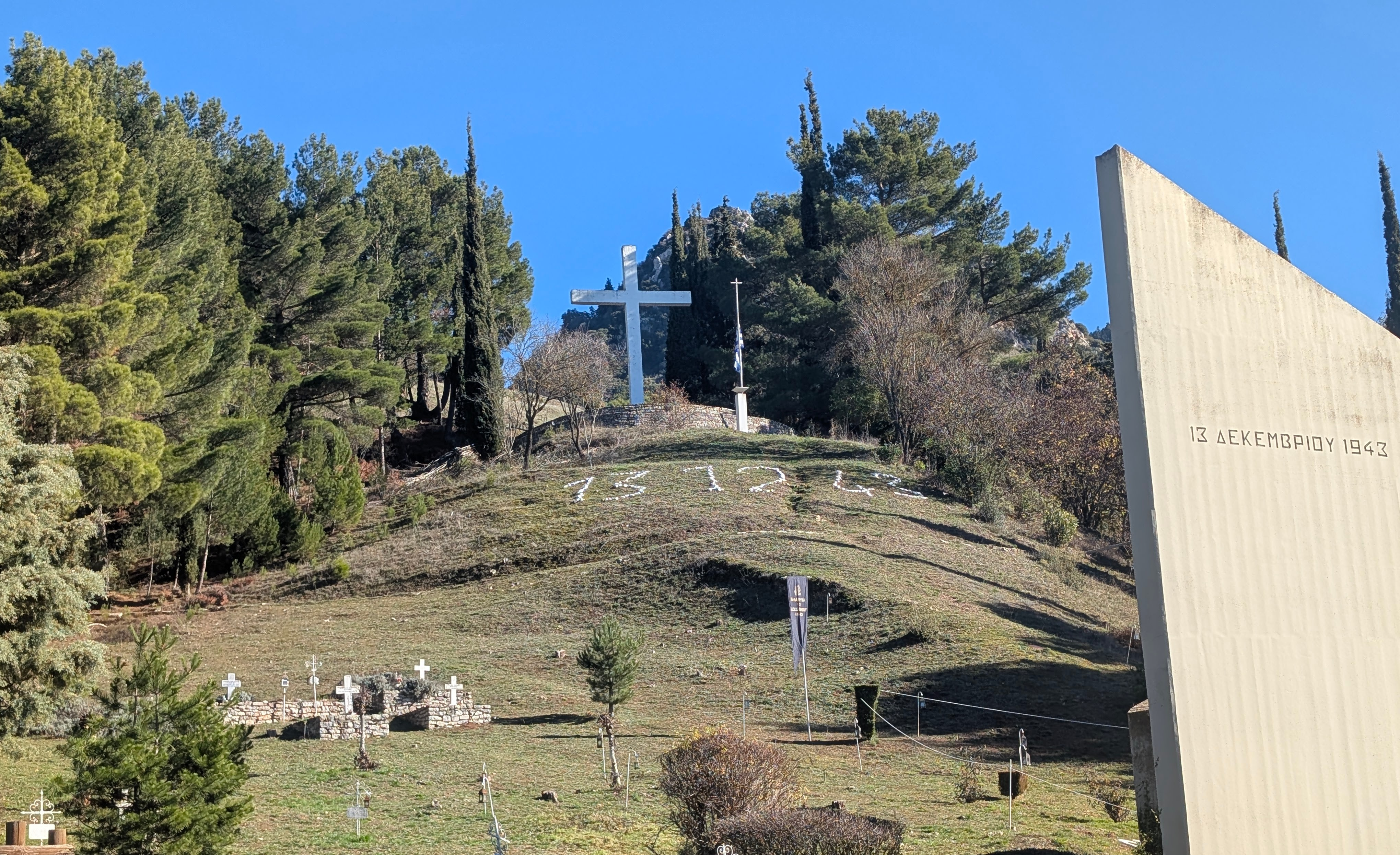
Hügel des Massakers mit Mahnmal

Das Massaker von Kalavryta (griechisch auch Ολοκαύτωμα των Καλαβρύτων, deutsch: Holocaust von Kalavryta) war ein Kriegsverbrechen der deutschen Wehrmacht im besetzten Griechenland. Am 13. Dezember 1943 erschossen Einheiten der 117. Jäger-Division nahezu alle männlichen Einwohner der Kleinstadt Kalavryta und brannten die Stadt nieder. Es handelte sich um eine sogenannte „Sühnemaßnahme“ im Rahmen des Unternehmens Kalawrita, zur Vergeltung für 81 deutsche Soldaten, die einen Monat zuvor von griechischen Partisanen gefangen genommen und getötet wurden. Die Zahl der Opfer des Unternehmens Kalawrita beläuft sich auf insgesamt mindestens 693 Tote aus Kalavryta und den umliegenden Dörfern und Klöstern. 465 Männer wurden am 13. Dezember in Kalavryta erschossen.
Zahlenmäßig handelt es sich um eines der größten Kriegsverbrechen der Deutschen im nicht-slawischen Raum und markiert einen Höhepunkt der brutalen Besatzungspolitik in Südosteuropa. Keiner der unmittelbar am Massaker beteiligten Soldaten und Offiziere wurde juristisch belangt.
Heute erinnern das Museum des Holocaust von Kalavryta und ein Mahnmal in Kalavryta, sowie jährliche Gedenkveranstaltungen an die Opfer und das Massaker. Für die Erinnerungskultur in ganz Griechenland und besonders auf der Peloponnes spielt Kalavryta heute eine zentrale Rolle als Märtyrergemeinde.

## Ausgangslage

### Besetzung Griechenlands
→ Hauptartikel: Griechisch-Italienischer Krieg, Deutsche Invasion von Griechenland,

Besatzungszonen Griechenlands (1941-1944)

Der Zweite Weltkrieg begann in Griechenland am 28. Oktober 1940 mit der italienischen Invasion vom zwei Jahre zuvor besetzten Albanien aus. Den griechischen Truppen gelang es, zur Überraschung einiger, die Italiener bis hinter die albanische Grenze zurückzudrängen. Um seinen italienischen Bündnispartner zu unterstützen und Griechenland nicht den Alliierten zu überlassen, startete das nationalsozialistische Deutschland am 6. April 1941 mit dem „Unternehmen Marita“ die Eroberung Griechenlands im Zuge des Balkanfeldzuges. Noch im selben Monat kapitulierte die griechische Armee und die politische Führung setzte sich zuerst nach Kreta und dann nach Ägypten ab. Griechenland wurde in Besatzungszonen der drei Achsenmächte Deutschland, Italien und Bulgarien aufgeteilt. 
Die Peloponnes, und damit auch Kalavryta, lag dabei zunächst in der italienischen Besatzungszone. Die italienischen Besatzer unterhielten bis zu ihrer Kapitulation 1943 ein Konzentrationslager für Gefangene im Gebäude der ehemaligen Grundschule, in der heute das Museum untergebracht ist. Deutsche Soldaten betraten Kalavryta zum ersten Mal im September 1943.

### Partisanenbewegung
→ Hauptartikel: ELAS, EDES

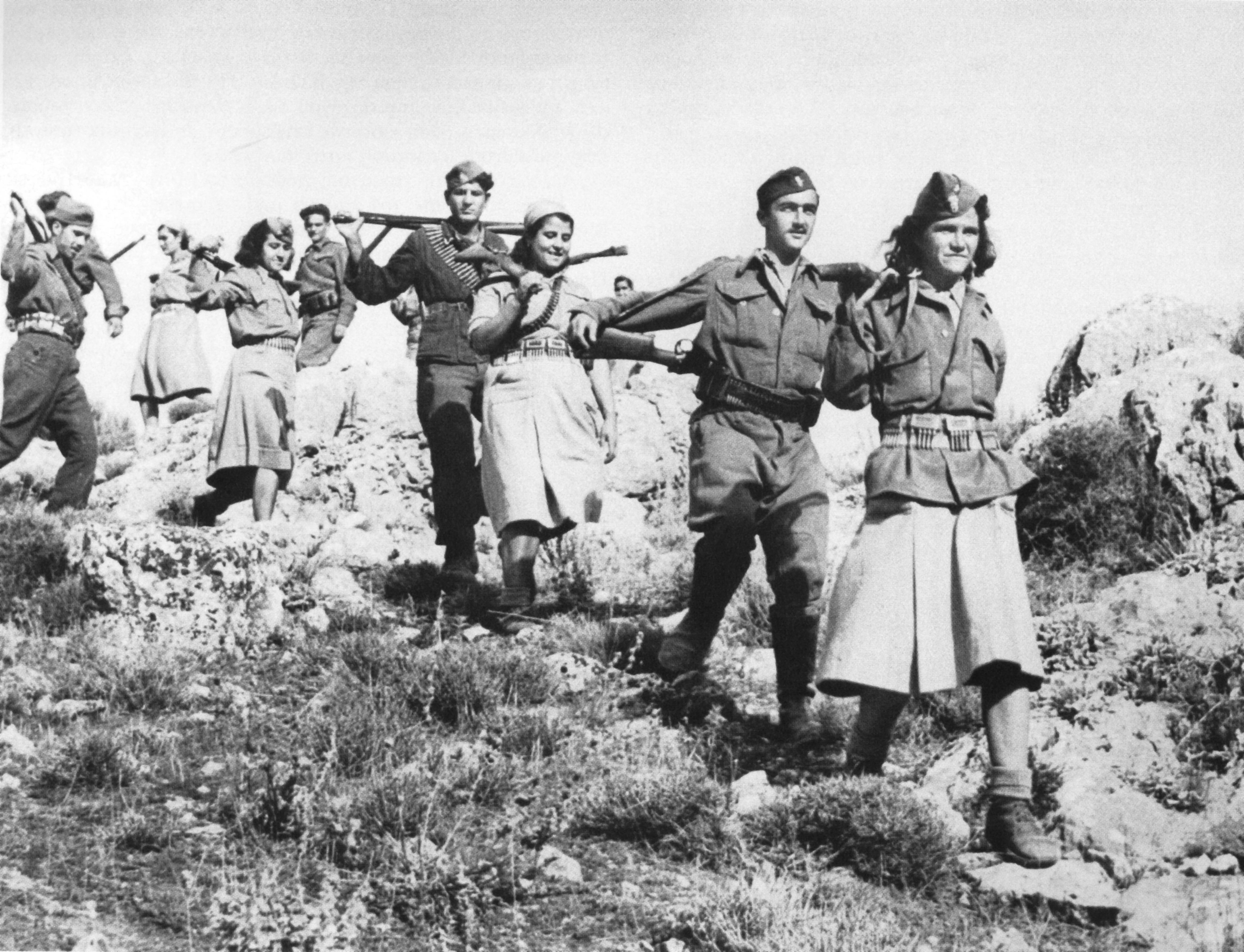
Soldatinnen und Soldaten der griechischen Volksbefreiungsarmee ELAS

Wie in allen besetzten Ländern, führte die Okkupation auch in Griechenland zu Widerstand der Bevölkerung. Dieser begann sich vor allem ab dem Hungerwinter 1941/42 zu organisieren und zu bewaffnen. Die größte Partisanengruppe war der militärische Arm der linken Volksbefreiungsfront EAM, die im Dezember 1941 gegründete Volksbefreiungsarmee ELAS. Diese setzte sich zunächst zu einem großen Teil aus Kommunisten zusammen, doch im Laufe des Krieges traten immer mehr Menschen der Partisanenorganisation bei, unabhängig der politischen Einstellung. Zu Anfang der Besatzungszeit arbeitete die ELAS mit den Partisanen der zunächst republikanisch und später monarchistisch ausgerichteten EDES zusammen. Zunehmend entwickelte sich jedoch eine Konkurrenz zwischen den beiden Organisationen, die später in den griechischen Bürgerkrieg mündete. Die Andarten begingen Anschläge auf für die Besatzer wichtige Infrastruktur wie Bahnstrecken, Straßen oder Leitungen und führten Guerilla-Angriffe auf Truppenteile der Achse durch. Dabei erhielten sie Unterstützung durch das Vereinigte Königreich.
Die bergigen Regionen der Peloponnes waren ein Zentrum der Aktivitäten der ELAS-Partisanen. Besonders im Norden der Halbinsel waren die Andarten stark und das Gebiet zwischen Patras, Egio und Kalavryta wurde als „das gefährliche Dreieck“ bezeichnet, obwohl ein großer Teil der überwiegend konservativ eingestellte Landbevölkerung ihnen gegenüber als distanziert galt. Etwa 40 Männer aus Kalavryta schlossen sich dem Widerstand 1943 an. Der Anführer der Partisanen im Raum Kalavryta war der 52-Jährige ehemalige Angehörige der griechischen Luftwaffe, Dimitrios Michos. Im Laufe des Jahres 1943 kam es immer wieder zu Kampfhandlungen zwischen den Italienern und den ELAS Partisanen.

### Die 117. Jäger-Division
Um die italienischen Truppen gegen die Partisanen und bei einer befürchteten alliierten Landung in Südgriechenland zu unterstützen, beschloss das Oberkommando des Heeres am 11. Februar 1943, auf Druck des Oberbefehlshabers Südost Alexander Löhr, deutsche Truppen auf der Peloponnes zu stationieren. Dazu sollte die 717. Infanterie-Division, die in Jugoslawien stationiert und dort unter anderem die Massaker in Kraljevo und Kragujevac verübte, neu gegliedert und auf die Peloponnes transferiert werden. Die 717. Infanterie-Division war 1941 im Wehrkreis Wien aufgestellt worden und bestand größtenteils aus älteren Jahrgängen aus Österreich. Nach ihrem Einsatz in Kroatien und Serbien wurde die Einheit schließlich 1943 in "117. Jäger-Division" umbenannt und der aus Bayern stammende Karl von Le Suire zum Divisionskommandanten ernannt. Bei Ankunft in Griechenland im Juni 1943, stießen die Soldaten der Division zunächst auf Zustimmung aus Teilen der Bevölkerung, die sich von den Deutschen eine bessere Behandlung, als von den verhassten Italienern erhofften. Diese anfängliche Zustimmung verflog jedoch schnell als klar wurde, dass die Einheiten der Wehrmacht in Wahrheit noch skrupelloser gegen Partisanen und Zivilisten vorgingen. Nach der Ankunft teilte der Befehlshaber Südgriechenland Wilhelm Speidel den Offizieren der Division mit, die Partisanensituation in Griechenland sei "totaler Krieg" und erfordere "Härte und eine Gewisse Brutalität". Der Divisionkommandeur Karl von Le Suire war wohl sehr antigriechisch eingestellt. So bezeichnete er Griechenland als "Land der Nichtstuer und Korrupteure" und die Griechen als "Sauvolk".
Im November 1943 lag die Divisionsstärke bei 17.000 Mann.
Die 117. Jäger-Division blieb bis September 1944 in Griechenland und geriet im Mai 1945 in Österreich in US-amerikanische Kriegsgefangenschaft.

## Das „Unternehmen Kalawrita“
Nach der Kapitulation Italiens am 8. September 1943, war das Deutsche Reich alleinige Besatzungsmacht auf der Peloponnes. Die Präsenz der deutschen Truppen konzentrierte sich jedoch vor allem auf die Küstenbereiche der Halbinsel. Im Hinterland und besonders im Norden zwischen Patras, Kalavryta und Egio, erstarkten die Partisanen durch den italienischen Rückzug. Aufgrund der kritischen Lage war es für die Wehrmacht sehr wichtig die Kontrolle über Südgriechenland zu behalten und größere Aufstände der Bevölkerung zu verhindern. Dazu wurden im Oktober 1943 Vorbereitungen für eine großangelgte Militäroperation erdacht. Ziel dieser Operation war es die Partisanenverbände von verschiedenen Seiten einzukreisen, in Richtung Kalavryta zu treiben und dort im Kampf zu besiegen. Diese Pläne richteten sich zunächst nicht explizit gegen die Zivilbevölkerung, solange sie nicht aktiv am Widerstand partizipierte. 

### Die Schober-Kompanie
Unter anderem im Zuge der Vorbereitung auf dieses noch nicht konkret definierte Unternehmen, wurde der Hauptmann Hans Schober Mitte Oktober 1943 damit beauftragt, das Gebiet und die Wegverhältnisse rund um Kalavryta mit einer Kompanie zu erkunden. Der 97 Mann starke Aufklärungstrupp war nur leicht ausgerüstet und führte keine Funkgeräte mit. Am Nachmittag des 16. Oktober wurde die Kompanie nahe des Dorfes Kerpini von Andarten der ELAS überrascht und in ein Gefecht verwickelt. Die Schober Kompanie, die den Griechen durch den Mangel an Munition und Ausrüstung unterlegen war, ergab sich am 17. Oktober den Partisanen und wurde von diesen gefangen genommen. Einigen Soldaten gelang es zur Division zurückzukehren und von dem Vorfall zu berichten. Zunächst wurden die 81 Gefangenen von den Partisanen nach Kalavryta gebracht, wo sie die Nacht im Gebäude der damaligen Grundschule verbrachten.
Die Bewohner von Kerpini und Kalavryta kümmerten sich nach dem Gefecht aufopferungsvoll um verwundete deutsche Soldaten. Die Familie eines Arztes aus Kerpini fuhr einen schwer verwundeten Gefreiten mit der Zahnradbahn nach Diakopto und drei weitere verwundete Deutsche wurden im Krankenhaus von Kalavryta versorgt. Letztere wurden jedoch am nächsten Tag gegen den Widerstand des Krankenhauspersonals und anderer Würdenträger aus Kalavryta den Angehörigen von Konstantinos Pavlopuolos übergeben, um Rache zu nehmen. Der 18-Jährige Gymnasiast Pavlopoulos aus dem Nachbardorf Soudena war am 1. September 1943 von deutschen Soldaten in Kalavryta öffentlich erhängt worden. Die drei verwundeten deutschen Soldaten wurden am 18. Oktober von zwei Männern aus Soudena umgebracht und einen Tag später in einem Wasserloch südlich von Kalavryta gefunden. Sie wurden auf dem Friedhof von Kalavryta von der Gemeinde in einer Trauerzeremonie beerdigt. Die Bewohner hofften so zu beweisen, dass sie die Morde keineswegs guthießen.
Die restlichen Soldaten wurden von den Partisanen von Kalavryta in den Ort Mazeika (heute Kleitoria) gebracht. Dort leisteten sie Zwangsarbeit in den Handwerksbetrieben oder bei Weg- und Waldarbeiten. Die Soldaten unternahmen, trotz laxer Bewachung, auf Befehl Schobers keinen Fluchtversuch. Wie der Historiker Hermann Frank Meyer schreibt, sind in den darauffolgenden Wochen "menschliche Bande zwischen der Dorfbevölkerung, der Wachmannschaft und den Gefangen" entstanden.
In den folgenden Wochen gab es Verhandlungen über einen Gefangenenaustausch zwischen den Partisanen und Offizieren der Division, wobei Vertreter der Orthodoxen Kirche als Vermittler auftraten. Diese blieben jedoch ergebnislos. Die Andarten forderten für jeden Deutschen, 50 griechische Geiseln freizulassen, in Anlehnung an die "Sühnequoten" der Wehrmacht. Seit der Gefangennahme der Schober-Kompanie hatten die Truppen der Wehrmacht innerhalb eines Monats etwa 4.000 zivile griechische Geiseln auf der Peloponnes genommen. 118 von ihnen wurden Ende November hingerichtet. Ob die deutsche Divisionsführung einen Gefangenenaustausch ernsthaft erwog oder lediglich Zeit gewinnen wollte, ist unklar.

### Beginn des Unternehmens
Am 25. November erließ Karl von Le Suire den finalen Befehl für die Operation, die nun "Unternehmen Kalawrita" genannt und deren Beginn auf den 5. Dezember 1943 angesetzt wurde. Neben der Partisanenbekämpfung stand nun auch die Befreiung der 81 Kriegsgefangenen als Ziel der Operation im Mittelpunkt, sowie "entsprechende Vergeltungsmaßnahmen". Ingsgesamt etwa 3000 Soldaten aus Pyrgos, Tripoli, Patras, Egio, Argos und Korinth nahmen teil. Auch Flugzeuge der Luftwaffe waren zur Unterstützung der Truppen im Einsatz. Organisiert waren sie in drei Kampfgruppen, benannt nach den jeweiligen Gruppenführern: der "Kampfgruppe Wölfinger" mit Patras als Versammlungraum, die "Kampfgruppe Ebersberger" mit Egio als Versammlungsraum und die "Kampfgruppe Gnass" mit Vytina als Versammlungsraum. Den Befehl über das Unternehmen hatte zunächst Julius Wölfinger inne. Nachdem Wölfinger am 8. Dezember in einem Autounfall schwere Verletzungen erlitt, wurde Hans Ebersberger zum Kommandant.
Bereits in den ersten Tagen kam es zu Gefechten zwischen Partisanen und deutschen Soldaten, wobei die Partisanen immer erfolgreich fliehen konnten. Die Wehrmachtsangehörigen brannten das Kloster Omblou, sowie die Ortschaft und das Kloster Pagkrati nieder. Außerdem wurden sieben Bauern und weitere Zivilisten aus Dara erschossen. Da die Konfrontation mit den Andarten bis zu diesem Zeitpunkt für die Deutschen wenig erfolgreich war, ordnete Karl von Le Suire die Unternehmen "Stieglitz" und "Büffel" an, um ein Ausweichen der Partisanen zu verhindern.

### Tod der Schober-Kompanie
Sobald die Nachrichten über die herannahenden deutschen Truppen, die Erschießung der Bauern, das Gefecht bei Pagkrati und das Niederbrennen der Ortschaft eintrafen, zogen die Partisanen die Gefangenen zusammen und verließen Mazeika überstürzt, wobei sie einen Gefangenen vergaßen. Die Gefangenen wurden nach Mazi (heute Planiterou) gebracht, von wo sie am Nachmittag des 7. Dezembers in kleinen Gruppen auf einen Hang geführt wurden. Hier wurden die 75 Soldaten, die sich noch bei den Partisanen befanden, erschossen und ihre Leichen in eine Schlucht geworfen. Zwei von ihnen überlebten die Hinrichtung. Bis heute ist kontrovers umstritten, wer bei den Partisanen den Befehl zu dieser Hinrichtung der Gefangenen gegeben hatte. Einer der Überlebenden wurde von einem deutschen Radfahrerschwadron aufgegriffen und berichtete von der Massenhinrichtung. Daraufhin startete man mit der Suche nach den Leichen, diese blieb jedoch zunächst erfolglos. Als erste Vergeltungsmaßnahme wurde das Dorf Mazi am Abend niedergebrannt. Am 11. Dezember wurden die Leichen der Gefangenen gefunden. 

### Sühnemaßnahmen

#### 8. Dezember
Als die Nachricht über den Tod der Schober-Kompanie am 8. Dezember die Divsionführung erreichte, befahl Le Suire "als sofortige Sühnemaßnahme Erschießung der männlichen Bevölkerung und Niederbrennen der Ortschaften". durchzuführen. Dieser Befehl legitimierte sich unter anderem durch den 1941 von Wilhelm Keitel erlassenen "Sühnebefehel". 
Noch am selben Tag wurden erste "Sühnemaßnahmen" von der Kampfgruppe Ebersberger durchgeführt. Im Bergdorf Rogoi wurden 58 Männer zwischen 17 und 90 Jahren vor der Kirche erschossen und das Dorf in Brand gesteckt. Der Oberösterreicher Willibald Akamphuber, der auch das Erschießungskommando in Kalavryta anführte, leitete die Erschießung. In Kerpini, nahe dem Ort der Gefangennahme der Schober-Kompanie, wurden 37 Männer zwischen 17 und 80 Jahren ermordet und 78 Häuser niedergebrannt. In Kato Zachlouro, direkt an der Strecke der Zahnradbahn, wurden 12 Männer im Eisenbahntunnel erschossen und in Ano Zachlorou ermordeten die Soldaten acht Männer. Beide Orte wurden in der Nacht niedergebrannt. Im benachbarten Kloster Mega Spileo wurden 22 Mönche und andere Einwohner und Besucher hingerichtet und das Jahrhunderte alte Kloster vollständig zerstört. Laut manchen Berichten sollen die Deutschen die Mönche lebendig den Abgrund am Kloster hinuntergeworfen haben, andere Berichte widersprechen dieser Darstellung. 

#### 9. Dezember
Am 9. Dezember wurden die im Winter unbewohnten Siedlungen Avles, Aghia Kiriaki, Souvardo und Vrachni, sowie der Bahnhof von Kerpini von der Kampfgruppe Ebersberger zerstört. Die Kampfgruppe Gnass verbrannte Häuser in Tripotamia und Sopoto (heute Aroania). 
Die ersten deutschen Truppen trafen am frühen Morgen in Kalavryta ein und umstellten den Ort. Der deutsche Kommandeur bezog seinen Gefechtsstand neben der byzantinischen Kirche am Hauptplatz. Von Bürgermeister Papandreou wurde eine Liste mit den Namen aller Partisanen aus Kalavryta verlangt, damit deren Häuser sogleich niedergebrannt werden konnten. Auch das Hotel Chelmos fiel den Deutschen zum Opfer, da es angeblich Widerstandskämpfer beherbergt hatte; nicht bevor die Soldaten die luxuriöse Einrichtung geplündert hatten. Ab 16 Uhr wurde eine Ausgangssperre für die Anwohner verhängt, deren Verstoß mit dem Tod bestraft werden sollte. Viele Einwohner Kalavrytas gingen nach diesen Ereignissen und mehrfachen Versicherungen Ebersbergers davon aus, dass die Deutschen es tatsählich "nur" auf die Andarten abgesehen hatten. Die deutschen Soldaten wurden in den Häusern der Bewohner einquartiert.

#### 10. Dezember
Zu diesem Zeitpunkt war das Einkesselungsmanöver um den Raum Kalavryta, das ursprüngliche Ziel der Operation, abgeschlossen. Die ELAS-Verbände wie geplant zu umkreisen und bei Kalavryta zusammenzutreiben, scheiterte allerdings, da die Andarten erfolgreich zu Beginn der deutschen Operation in Richtung Korinth fliehen konnten. Folglich ordnete Le Suire den Abbruch des Unternehmens an, wobei eine "Säuberung der erreichten Räume" durchgeführt werden sollte. Kalavryta, Mazeika und alle anderen Ortschaften "in denen nachgewiesen Banden Unterkunft gefunden oder bei der Durchsuchung Widerstand, Waffen oder Munition gefunden wurde", waren vor oder während dem Rückzug "dem Erdboden gleichzumachen".
Am 10. Dezember traf Ebersberger in Kalavryta ein und es wurden Befragungen über den Verbelib der drei im Krankenhaus von Kalavryta behandelten Angehörigen der Schober Kompanie durchgeführt. Fünf Kalavrytaner wurden erschossen, da sie sich nicht an die Ausgangssperre hielten.

#### 11. Dezember

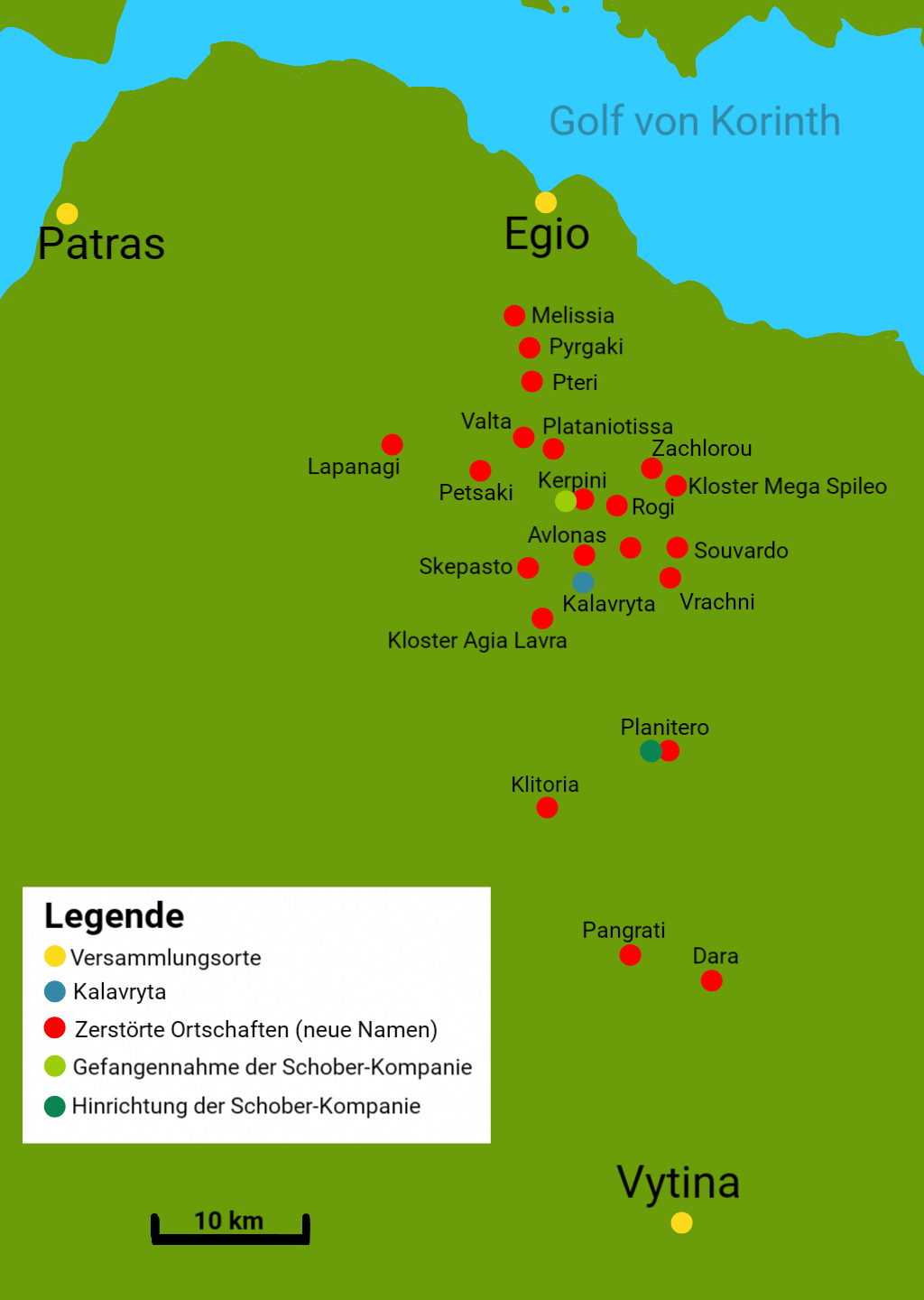
Übersicht über das Unternehmen Kalavryta

Am 11. Dezember wurden die Leichen der drei deutschen Soldaten von kalavrytanischen und deutschen Ärzten obduziert und erneut feierlich begraben. Außerdem wurde nun eine vollständige Ausgangssperre verhängt, sodass niemand den Ort mehr verlassen durfte.

#### 12. Dezember
Am Morgen des 12. Dezember wurden alle Tiere der Einwohner beschlagnahmt. Sie wurden zusammengetrieben und nach Patras transportiert. Am Nachmittag versicherte Ebersberger dem Gemeindevorsteher, dass der Bevölkerung nichts geschehen würde und die deutschen Truppen am nächsten Tag abziehen würden. Tatsächlich verließen daraufhin etwa 250 Fahrzeuge der Wehrmacht den Ort in Richtung Patras, um den Eindruck zu erwecken, man würde wirklich abziehen. Wenig später gab er seinen Kompanieführern und Offizieren dann die endgültigen Befehle für die Massenexekution am folgenden Tag. Manche deutschen Offiziere warnten an diesem Abend die Bewohner der Häuser, in denen sie einquartiert waren, vor dem nächsten Tag, woraufhin sich wenige verstecken konnten.

## Verlauf des Massakers

### Der Ort
→ Hauptartikel: Kalavryta

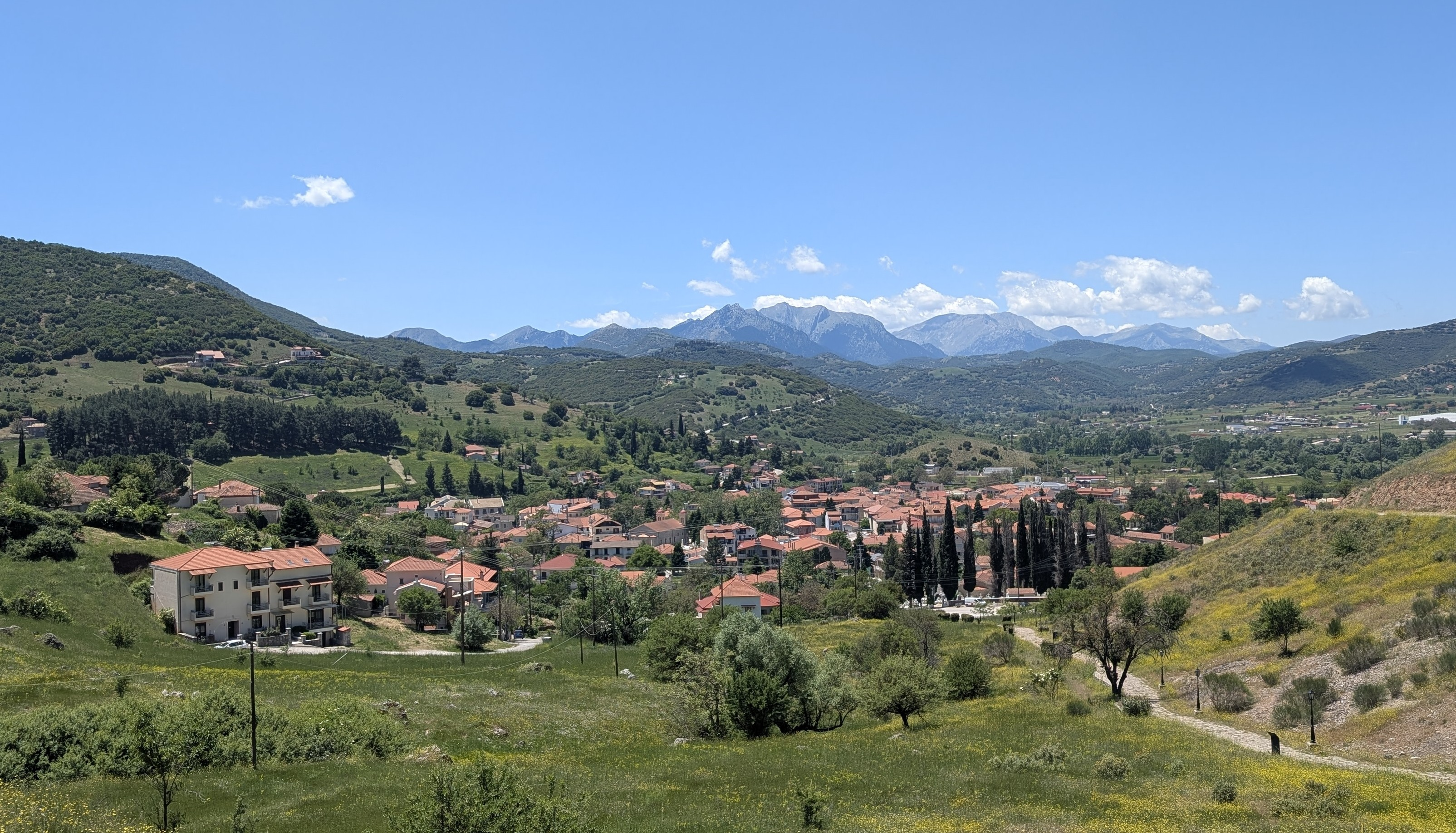
Blick auf Kalavryta vom Hügel des Massakers

Kalavryta liegt im Norden der griechischen Halbinsel Peloponnes und hatte 1940 2.297 Einwohner von denen viele jedoch lediglich die Sommermonate dort verbrachten. Schon damals war der Ort in den Bergen mit der 1896 erbauten Zahnradbahn ein beliebter Ferienort wohlhabender Familien aus Athen oder Patras und ein kleines Regionalzentrum. Seit der Revolution von 1821 galten Kalavryta und das nahegelegene Kloster Agia Lavra als wichtige Orte für die nationale Identität und das griechische Nationalgefühl.

### Hergang

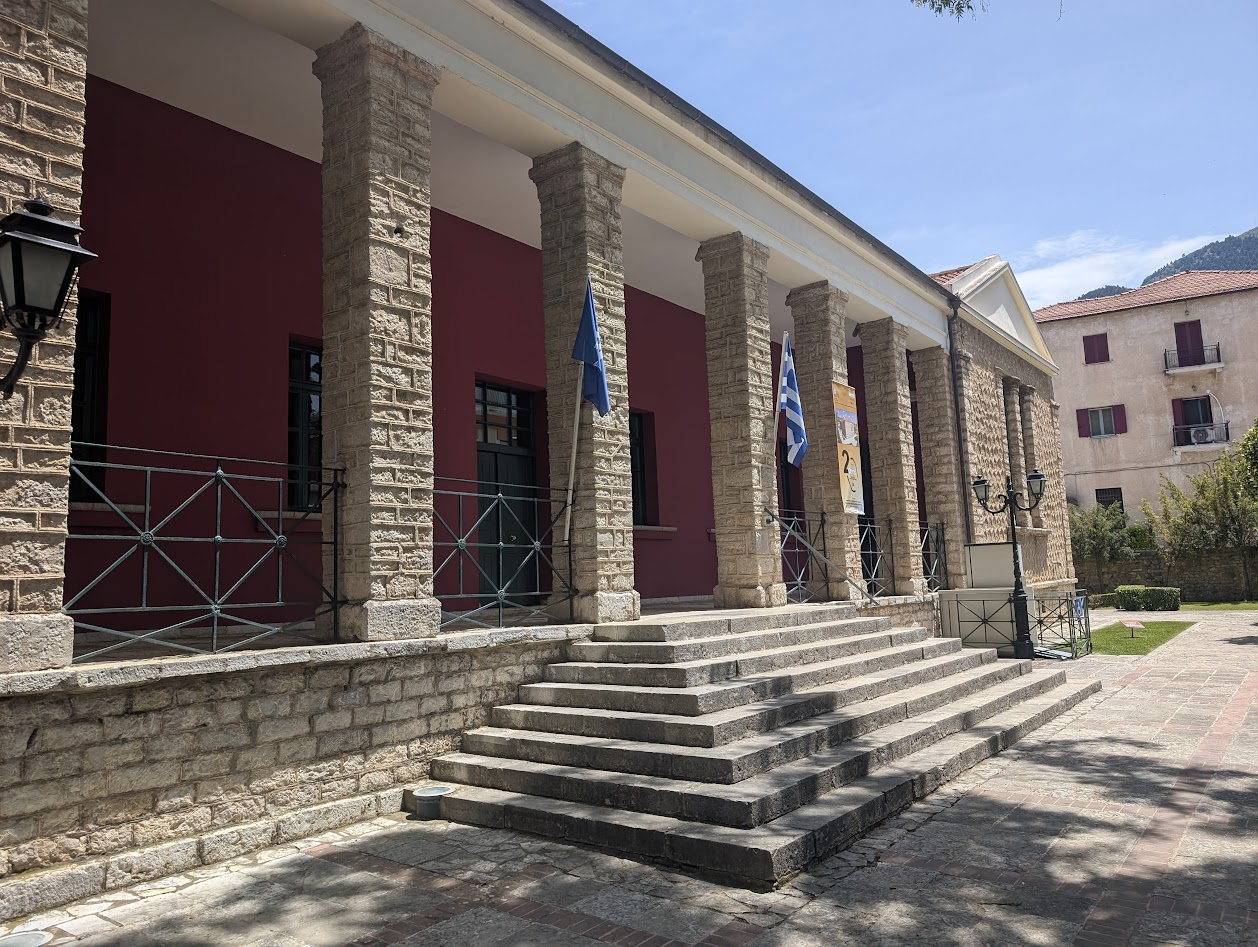
Ehemalige Grundschule von Kalavryta (heute Museum)

Am Morgen des 13. Dezember 1943 wurden die Bewohner Kalavrytas gegen sechs Uhr durch das Läuten der Kirchturmglocken geweckt. Die Besatzer ordneten an, dass sich alle Männer, Frauen und Kinder der Stadt in der Grundschule mit Verpflegung für einen Tag und einer Decke einzufinden hatten. Sobald die Bewohner den Flur der kleinen Schule betraten, wurden sie von den Offizieren in zwei Gruppen aufgeteilt. Die Männer im "wehrfähigen Alter" wurden von den Frauen und kleinen Kindern getrennt und auf den Hof geführt. Es war das letzte Mal, dass die Frauen und Kinder von Kalavryta ihre Väter, Söhne, Brüder und Ehemänner lebendig sahen. Offiziell sollten die Männer im Alter von 15 bis 65 Jahren sein, da aber vor allem nach Aussehen entschieden wurde, war das jüngste Opfer gerade einmal 12. Die Frauen, Kinder und sechs Greise wurden in der Schule eingesperrt.
Ebersberger hatte seine Soldaten in vier Gruppen gegliedert: eine Gruppe sollte die Stadt plündern und das Feuer legen, eine weitere sollte die Grundschule mit den Frauen und Kindern bewachen, die dritte Gruppe begleitete die Männer von der Grundschule zum Kapi Hügel und umstellte diesen und eine vierte Gruppe bildete das Erschießungskommando unter Oberjäger Willibald Akamphuber.
Während die Frauen stundenlang in Ungewissheit in der Schule verharrten, begannen die Soldaten mit der Plünderung und Inbrandsetzung der Häuser. Im Hotel Pantheon entdeckten sie eine hochschwangere Frau, die gerade entband. Ihr Mann, der sich zuvor versteckt hatte, um bei ihr zu bleiben, wurde direkt verhaftet und zu den anderen Männern in den Tod geschickt. Die Frau wurde alleine zurückgelassen und das Gebäude verschont. Das Feuer breitete sich schnell im ganzen Ort aus und ergriff nun auch die Schule, in der sich nach wie vor die Frauen und Kinder befanden. Panik brach aus und die Insassen versuchten aus der Schule zu entkommen, indem sie aus den Fenstern sprangen. Bei den Unruhen wurde die 80 Jährige Krina Tsavallas zu Tode getreten. Schließlich gelang es den Frauen auch die Tür zu öffnen und aus dem Gebäude zu entkommen und in ein nahegelegenes Waldstück zu flüchten. 

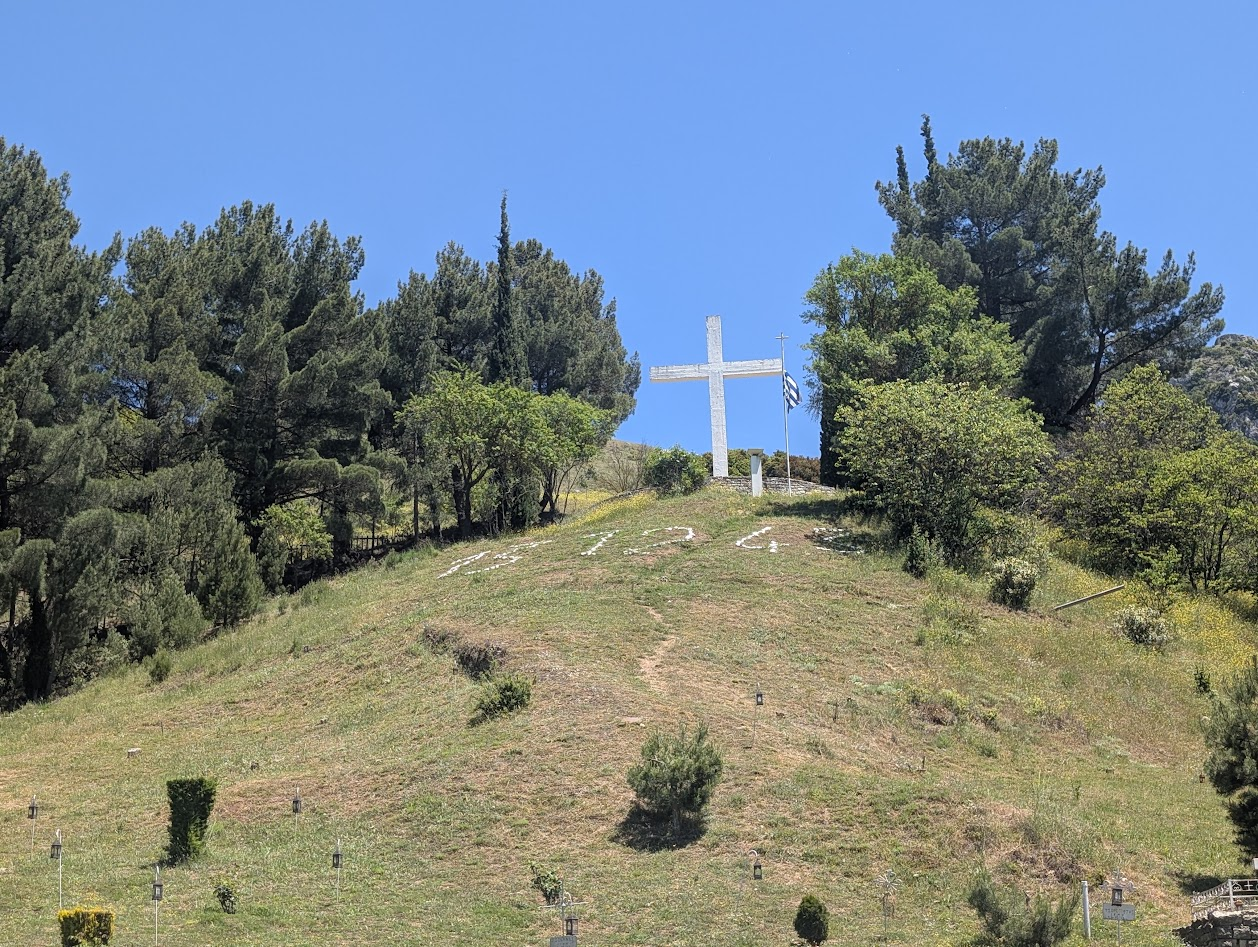
Ort des Massakers

Währenddessen harrten die Männer mehrere Stunden 700 Meter entfernt auf dem von allen Seiten umstellten Feld des Kapi (einem Bauern aus Kalavryta) oberhalb der Stadt aus und mussten das Niederbrennen ihres Heimatortes mit ansehen, in dem ihre Frauen, Mütter und Kinder noch immer eingesperrt waren. Während die Plünderungen der Stadt bereits in vollem Gange waren, wurde der Direktor der lokalen Bank vom Erschießungshügel noch einmal in die Stadt geführt, um den Tresor zu öffnen, wo die Deutschen etwa 270 Mio. Drachmen erbeuteten. Bis zu diesem Zeitpunkt waren die Männer im Unklaren über ihr Schicksal. Als die Soldaten die zuvor getarnten Maschinengewehre offenbarten, brach Panik unter den schockierten Männern aus. Akamphuber versicherte den Griechen mit seinem militärischen Ehrenwort erneut, dass für sie kein Grund zur Sorge bestehe und sie nicht exekutiert würden. Vermutlich gegen 15 Uhr wurden von Ebersbergers Gefechtsstand zwei Leuchtraketen in den Himmel geschossen, die dem Exekutionskommando das endgültige Signal gaben. Drei lange Salven wurden aus den Maschinengewehren daraufhin in die Menge geschossen, bis keiner der Männer mehr stand. Danach gingen die Soldaten mit Pistolen durch die reglose Menschenmenge und gaben jedem den "Gnadenschuss", der noch das geringste Lebenszeichen von sich gab. Die Wehrmacht gab an 511 Männer an diesem Tag in Kalavryta erschossen zu haben. 13 Männer überlebten die Erschiessung mit schwersten Verletzungen, von denen einer wenige Tage darauf verstarb.

### Nach dem Massaker
Bereits in der Nacht und am folgenden Tag begannen die Witwen damit, ihre Männer notdürftig im gefrorenen Boden zu begraben, nachdem sie die Toten auf dem Hügel gefunden hatten. Manche Gräber wurden direkt an der Erschießungsstelle ausgehoben, andere brachten ihre Angehörigen mit Decken auf den Friedhof der Stadt. Beinahe alle Gebäude in Kalavryta waren teilweise oder vollständig abgebrannt, Wertsachen, Vorräte und Tiere geplündert. Die Frauen und ihre Kinder waren mitten im kalten Winter nun zunächst komplett auf sich alleine gestellt und schwebten in den nächsten Tagen in Gefahr des Hunger- oder Kältetods zu sterben. 

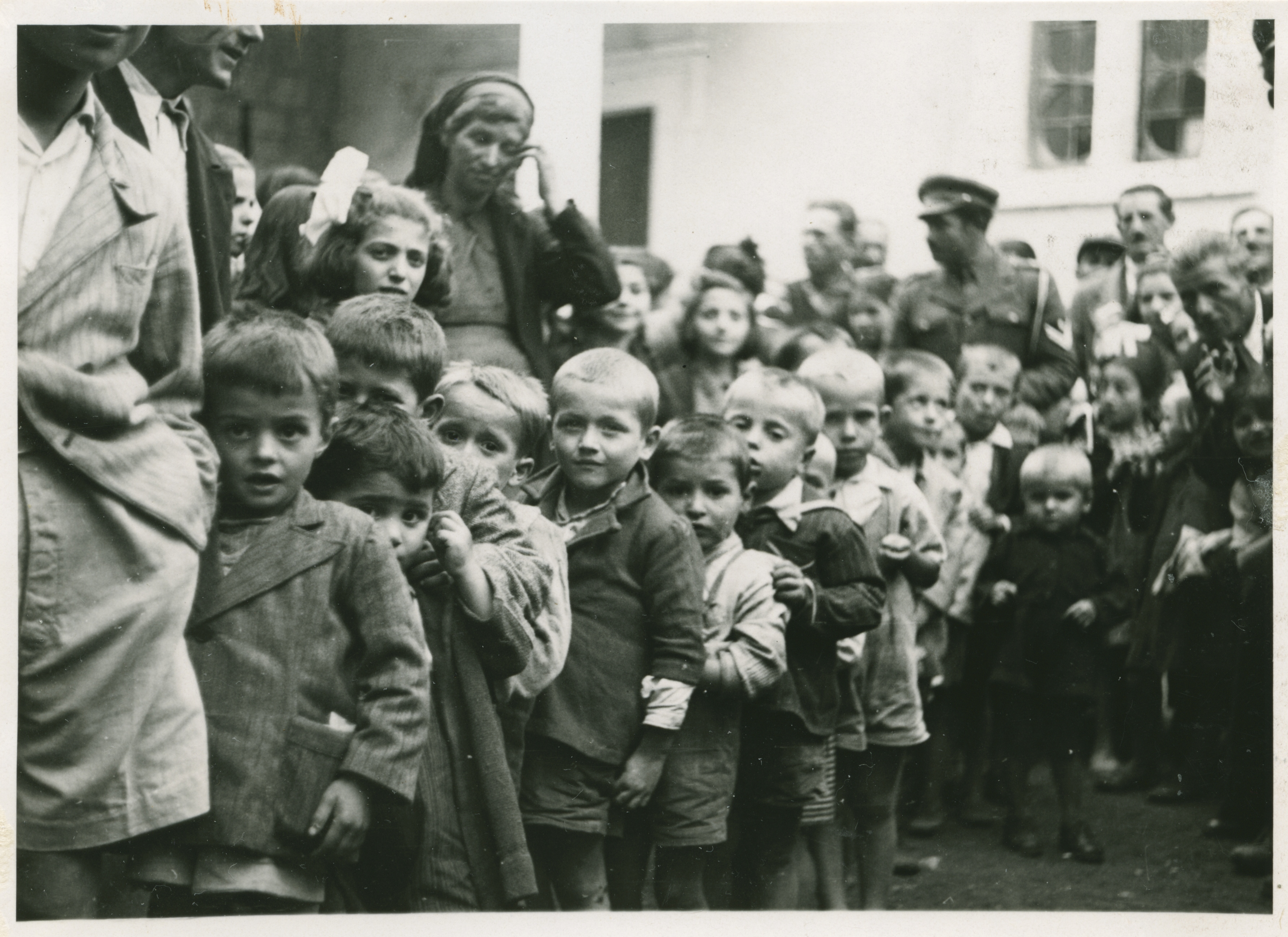
Kleiderausgabe des Internationalen Roten Kreuzes an Kinder in Kalavryta 1949

Am 15. Dezember kamen erste Bauern aus einem benachbarten Dorf mit Brot und Decken nach Kalavryta. Auch ELAS Partisanen begaben sich wieder in den Ort, die von den Frauen jedoch vor allem negativ empfangen wurden. Viele sahen die ELAS als Mitschuldige am Massaker und warfen ihnen vor, der Bevölkerung nicht zur Hilfe gekommen zu sein. Zwei Krankenschwestern und ein Arzt vom griechischen Roten Kreuz trafen in den Tagen danach in Kalavryta ein. Auch britische Verbindungsoffiziere kamen nach Kalavryta und befragten die Überlebenden, ihrerseits erfolgten jedoch keinerlei Hilfeleistungen. Erst 1945 und in den darauffolgenden Jahren gelangten größere Hilfslieferungen des Internationalen Roten Kreuzes nach Kalavryta.
Am 14. Dezember traten die deutschen Truppen in Kalavryta den Rückzug an. Dabei zerstörten sie das Kloster Agia Lavra und töteten dort acht Mönche. Außerdem wurden die Ortschaften Valta, Skepasto, Plataniostissa, Pyrgaki, Melissia und Pteri niedergebrannt. Auch wurde Mazeika in Flammen gesetzt, wo sich der größte Teil der Zivilbevölkerung jedoch zu diesem Zeitpunkt bereits in Sicherheit gebracht hatte. Für die Divsionsführung hatte sich die Operation als Misserfolg erwiesen, bis auf die Sühnemaßnahmen konnte keines der ursprünglichen Ziele erreicht werden.

### Todeszahlen
Im Abschlussbericht des "Unternehmens Kalawrita" wird angegeben, dass insgesamt "696 Griechen erschossen" und 28 Ortschaften zerstört wurden. 511 Erschossene sind es nach Wehrmachtsangaben am 13. Dezember in Kalavryta. Nicht beachtet sind hierbei jedoch die Überlebenden der Exekutionen, wie die 12 (bzw. 13) Männer aus Kalavryta, von denen die Wehrmacht nicht wusste. 
Das Museum des Holocaust von Kalavryta gibt 28 Überlebende aller Massaker der Operation an (13 aus Kalavryta), von denen einige jedoch schon nach Tagen ihren Verletzungen erlagen. Ferner spricht das Museum von 465 am 13. Dezember in Kalavryta Erschossenen. 
Walter Manoschek schreibt 1999 (vermutlich ausgehend von den Zahlen der Wehrmacht) von 674 Männern sowie 22 Frauen und Kindern, die während des Unternehmens insgesamt getötet worden seien.
Hermann Frank Meyer kommt in seiner ausführlichen Auswertung 2002 auf 676 erschossene Zivilisten und 17 Partisanen und nennt so mindestens 693 Opfer des Unternehmens, sowie über 50 zerstörte Siedlungen. Er geht von 486 Erschossenen in Kalavryta aus (10., 13. & 14. Dezember).
In der Nachkriegszeit wurden von verschiedenen Stellen immer wieder auch deutlich übertriebene Todeszahlen von teilweise weit über Tausend angegeben.

## Aufarbeitung und Forderungen nach Reparationen
Noch während des Krieges gab es aus der Wehrmacht Kritik am Vorgehen Le Suires, jedoch vor allem aufgrund der Tatsache, dass er die Bevölkerung in der Region nur noch mehr gegen die Besatzer aufgebracht und die Problemlage daher verschärft habe. Alexander Löhr (Oberbefehlshaber Heeresgruppe E) und Wilhelm Speidel (Militärbefehlshaber Griechenland) untersagten in Reaktion auf das Massaker ähnlich harte Maßnahmen für die Zukunft. Le Suire und Ebersberger selbst zeigten keinerlei Anzeichen von Reue. Im Abschlussbericht des Unternehmens schrieb letzterer, er und seine Soldaten kamen dem Vernichtungsbefehl "nicht nur pflichtbewußt, sondern aus voller Überzeugung nach".

### Aufarbeitung durch die Justiz
Am 7. November 1944 erhoben die United Nations War Crimes Comission und am 5. Mai 1947 das griechische Militärgericht aufgrund des Massakers Anklagen gegen verschiedene Offiziere.

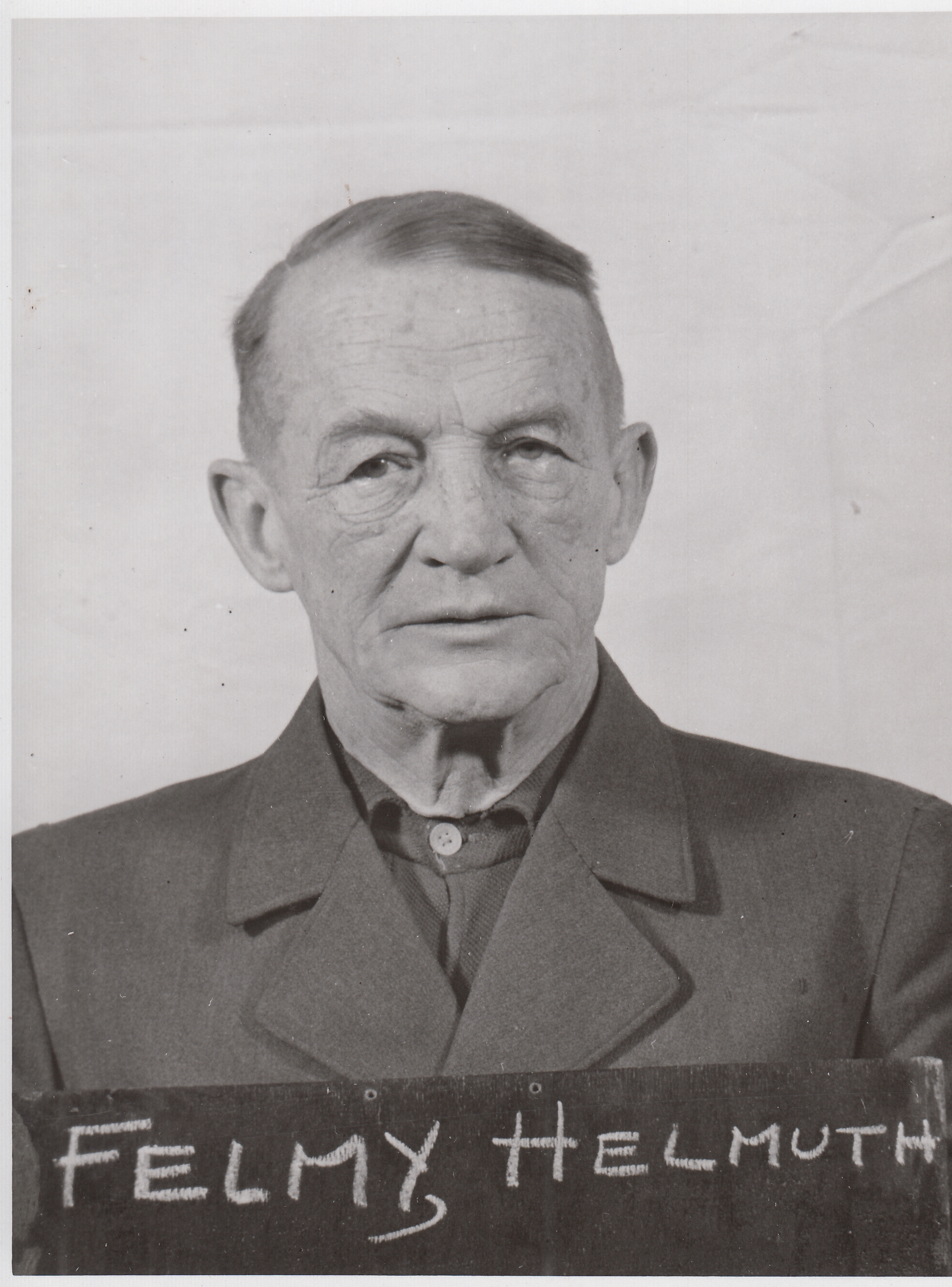
Hellmuth Felmy (Befehlshaber Südgriechenland) als Angeklagter in Nürnberg

Im Nürnberger Prozess gegen die Generäle in Südosteuropa 1948 (Geiselmord-Prozess) wurden Hellmuth Felmy (Befehlshaber Südgriechenland) und Wilhelm Speidel (Militärbefehlshaber Griechenland) unter anderem wegen des Massakers in Kalavryta, zu jeweils 15 und 20 Jahren Haft verurteilt. Beide wurden jedoch bereits Anfang 1951 wieder freigelassen und erhielten vollständige Amnestie. Das Nürnberger Militärtribunal erkannte die Geiselnahmen von Zivilisten und deren Erschießung "unter gewissen Umstaenden als letztes Mittel zur Aufrechterhaltung von Ruhe und Ordnung" sogar grundsätzlich als rechtmäßig an, warf den Deutschen jedoch vor, vorher zu wenig andere Maßnahmen ergriffen und die Personen für die Geiselnahmen sowie deren genaue Anzahl wahllos ausgewählt zu haben. "Das Ausmass, in dem diese Praxis von den Deutschen angewendet wurde, uebersteigt die elementarsten Auffassungen von Menschlichkeit und Gerechtigkeit" befand das Gericht in Bezug auf die zahlreichen Geiselerschießungen in Südosteuropa. Das Massaker von Kalavryta bezeichneten die Richter als "plain murder" (dt. "blanker Mord").
Weder Le Suire (1954 in sowjetischer Kriegsgefangenschaft gestorben) und Ebersberger (1944 an der Ostfront vermisst), die die entscheidenden Befehle gegeben hatten, noch Akamphuber oder andere Mitglieder des Erschießungskommandos, kamen je vor ein Gericht. Ein Ermittlungsverfahren gegen Julius Wölfinger (bis zum 8. Dezember Kommandant des Unterehmens) wurde eingestellt, da er zum Zeitpunkt des Massakers bereits verunglückt war. In einem Leserbrief an den Spiegel 1969 wies er jede Verantwortung für die Verbrechen von sich.
Im Gegensatz zum amerikanischen Militärtribunal, sah die bundesdeutsche Justiz im Massaker von Kalavryta keinen Verstoß gegen das Völkerrecht. So stellte die Staatsanwaltschaft Bochum ein Verfahren gegen Kampfgruppenführer Franz Juppe mit der Begründung ein, die Erschießungen waren "notwendig und auch zulässige völkerrechtsmäßige Mittel" mit denen die Wehmacht "die Partisanen, zur Einhaltung des Völkerrechts zu zwingen" versucht hätte.
Über Ermittlungen im Fall Kalavryta in der SBZ oder DDR, ist nichts bekannt. Auch in Griechenland kam es auf Druck der Westdeutschen Bundesregierung Adenauers, zu keinem Gerichtsprozess gegen die Täter.

### Reparationen und privates Engagement
Die Göttinger SPD-Politikerin Ehrengard Schramm war 1952 die erste Deutsche, die Kalavryta nach dem Krieg besuchte. Sie organisierte mit der Carl Duisberg Gesellschaft, dass insgesamt 59 Jungen aus Kalavryta eine kostenlose Berufsausbildung in deutschen Industriebetrieben erhielten. Die ersten 33 Jungen aus Kalavryta trafen 1956 Bundeskanzler Adenauer und Bundespräsident Heuss im Palais Schaumburg. Einer der Jungen ertrank bei seinem Aufenthalt in Berlin. Ehrengard Schramm und andere (wie Axel Springer, der ASB oder die evangelische Kirche) organisierte eine Reihe weiterer privater Hilfsaktionen für Kalavryta. Auch Jugendaustauschprogramme, zum Beispiel von Aktion Sühnezeichen, finden bis heute regelmäßig statt.
Reparationen für im größeren Ausmaß seitens der deutschen Staaten, gab es für Kalavryta explizit nie. 1960 zahlte die BRD 115 Millionen DM als Wiedergutmachung für den Zweiten Weltkrieg an Griechenland. Die griechische Regierung zahlte davon einigen Opferfamilien 1962 einen Betrag von 17.000 Drachmen aus. Allerdings profitierten längst nicht alle Familien von den Entschädigungen.
In Griechenland wurden Klagen von Angehörigen der Opfer auf Wiedergutmachung von Gerichten mit Verweis auf die Staatenimmunität – kein Land kann vor einem Gericht eines anderen Staates verklagt werden – abgewiesen. Der Europäische Gerichtshof in Luxemburg kam 2007 zur selben Einschätzung.
Von Seiten der griechischen Regierung werden bis heute Forderungen nach Reparationen an Berlin gerichtet, auch im Bezug auf Kalavryta.

## Gedenken
Im Januar 2005 wurde das Museum des Holocaust von Kalavryta im wiederaufgebauten Gebäude der ehemaligen Grundschule eröffnet und vom damaligen griechischen Präsidenten Konstantinos Stefanopoulos eingeweiht. Das Museum gibt Publikationen heraus, sammelt und bewahrt Archivmaterial und informiert in der Dauerausstellung über das Massaker und die Geschichte Kalavrytas. Es ist das größte Museum in Griechenland, das sich mit der Besatzungszeit beschäftigt. 
Auf dem Kappi Hügel wurde in den 1970er Jahren ein Mahnmal nach Plänen der Architekten Skroumpelos, Iakovidis und Liapis errichtet. Es besteht aus einer Ebene mit fünf Betonsäulen, auf denen die Namen der Opfer eingraviert sind, einer kleinen Kapelle der orthodoxen Gemeinde, der Skulptur "Die versteinerte Mutter" von Anna Vafia und einem Holzkreuz aus Balken der niedergebrannten Kirche. Auf dem Hang finden sich einige Gräber der Opfer, sowie die Schriftzüge "ΟΧΙ ΠΙΑ ΠΟΛΕΜΟΙ" (deutsch: "Nie wieder Kriege") und "ΕΙΡΗΝΗ" ("Frieden"). Weiter oben stehen das Datum des Massakers und ein großes weißes Betonkreuz.
Jedes Jahr findet hier am 13. Dezember eine Gedenkzeremonie mit Kranzniederlegungen statt, an der die Familien der Überlebenden, wichtige Vertreter des griechischen Staates und der Gemeinde Kalavryta, Vertreter der orthodoxen Kirche, sowie Botschafter anderer Staaten teilnehmen.
Bei der Gedenkveranstaltung am 13. Dezember 2024 war der deutsche Botschafter, im Gegensatz zu den vorherigen Jahren nicht eingeladen, aufgrund der diplomatischen Differenzen der beiden Länder in Bezug auf die Frage der Kriegsreparationen. 
Am 4. April 2000 besuchte der deutsche Bundespräsident Johannes Rau Kalavryta und legte am Mahnmal einen Kranz nieder.
In der Nachkriegszeit bildete sich eine Legende, wonach ein Soldat die Frauen am 13. Dezember aus der brennenden Schule befreite. Vielen Darstellungen zufolge soll es ein Österreicher gewesen sein, nach dem in der Nachkriegszeit verbreiteten Irrglaube, Österreicher seien "bessere" Soldaten gewesen als Deutsche. Der Elsässer Jean Lirot, reklamierte diese angebliche Heldentat nach dem Krieg für sich. Auch wurde teilweise behauptet, in Kalavryta sei eine Statue dem unbekannten Retter gewidmet, die es nie gegeben hat. Diese Geschichten sind nach aktuellem Forschungsstand widerlegt.

## Künstlerische Rezeption

### Fernsehen
- 1982 wurde im WDR eine Dokumentation mit dem Titel "Unternehmen Kalavryta" von Eberhard Rondholz und Erhard Klöss ausgestrahlt, die die Vorkommnisse in Kalavryta erstmals einer breiten deutschen Öffentlichkeit bekannt machte.[68]

### Film
- Der Spielfilm Kalavryta 1943 (2021, auch Echoes of the Past) mit Max von Sydow erzählt die Geschichte des Massakers in fiktionalisierter Form nach.[69]

### Bildende Kunst
- Das Massaker von Kalavryta wurde bis heute von zahlreichen Künstlerinnen und Künstlern in Gemälden verarbeitet. Viele davon befinden sich heute im Besitz des Museums des Holocaust von Kalavryta und können auf der Webseite angesehen werden.[71]
- Die 1960 von der Bildhauerin Anna Vafia geschaffene Skulpur "Die versteinerte Mutter" ist heute Teil des Gedenkortes sowie offizielles Symbol der Gemeinde Kalavryta.
- Im Garten des Museums steht die Figurengruppe "Kriege haben keine Sieger" vom Bildhauer Nikos Dimopolous. Sie zeigt eine Witwe mit zwei Kindern, die ihren ermordeten Ehemann mit einer Decke zum Friedhof bringt.